# Хипноза
Хипнозата (от гр. ύπνος – сън) като клинично понятие се отнася до поведенчески съноподобно състояние с изменение в съзнанието при изборно стеснена възможност за връзка с външния свят и ограничени волеви подбуди. 

Тя може да се прилага за обезболяване при операции и при раждане, за лечение на неврози, психосоматични болести и някои соматични заболявания, за осъществяване на регресия на личността и др. Въпреки това при нейното прилагане съществуват рискове. Съгласно нормативната уредба в България хипнозата може да се прилага само с диагностична или лечебна цел, от правоспособни психотерапевти в лечебни заведения, без присъствието на лица, които не са в терапевтичния екип.

## История
Изкуствено получавани съноподобни състояния, предоставящи възможност за психическо въздействие, са били познати от дълбока древност в Египет, Индия, Персия. Състоянието на хипноза е било известно и на древните евреи като състояние, в което човек е нито бодър, нито заспал, но може да отговаря на въпроси, докато в същото време душата му отсъства. В древен Египет за целите на хипнозата са използвали и продължителното втренчено гледане в блестящи предмети с нарисувани на тях различни знаци, по-късно започнали да прилагат и поглаждането на кожата (т.нар. паси) със закриване на очите и др. подобни манипулации. Известно е, че индийските факири можели да демонстрират различни хипнотични явления.
Виенският лекар Франц Месмер (1775 г.) в духа на проучваните от съвременника му Луиджи Галвани биоелектрични явления при живи организми и обощавайки схващанията на Парацелзиуз, Ван Хелмонд, Максуел, Флуд и др., изгражда своята магнитно-флуидна теория. Той счита, че хипнозата почива на магнетични въздействия, които нарича животински магнетизъм. Месмеровото магнетично лечение, провеждано с театрална церемониалност в клиниката му в Париж, било оценено като измамническо от френска държавна комисия още приживе на Месмер, но методиката му, описана от неговия последовател Пюисегюр (de Puységur), бързо се разпространила в други европейски страни.
През 1819 г. португалският изследовател Де Фария (de Faria) публикува проучване, доказващо че „магнетичните явления“ могат да се получат чрез психични въздействия върху болните.
Наименованието „хипноза“ е въведено през 1843 г. от шотландския хирург Джеймс Брейд в книгата му Neurypnology. Там той я описва като състояние на умствена концентрация, която често води до релаксация. Той отхвърля магнитно-флуидната теория на Месмер и показва, че хипноза може да се получи чрез продължително напрегнато концентриране на вниманието върху блестящ предмет. По време на хипноза човек изглежда сякаш спи, но хипнозата наподобява съня само външно. По късно д-р Брейд разбира грешката си, а именно че хипнозата и сънят не са равнозначни. В друга своя книга той признава, че първоначалната му терминология е подвеждаща и предлага термина „моноидеизъм“. Терминът „хипноза“ обаче вече е приет от учените и разпространен сред обществото.
В същия период Елиътсън (Elliotson) основава, с цената на загуба на лекарските си права, първото списание за месмеризъм, както и мрежа от Месмерови общества. Паркър (Parker) по същото време хипнотизира 1200 души в Ексетерското месмерианско общество, на 200 от които прави безболезнени хирургични операции. Джеймс Есдейл като хирург в Бенгалия провежда 1000 малки и повече от 300 големи операции в хипноза.
През 1891 г. Британското медицинско дружество оповестява благоприятното заключение на лечебната стойност на хипнозата и уточнява някои нейни показания.
Огромни заслуги за изясняване на показанията и техниката на хипнозата има лекарят от Нанси, Франция – Амброаз Лиебо, създател на Нансийската хипнотерапевтична школа. Тя разглежда хипнозата като нормално явление, присъщо на здравия индивид, и успява да обори схващането на Парижката школа, начело с Жан-Мартен Шарко, че хипнозата е болестно състояние, свойствено само на хистерията.
С използване на хипноза е свързано и началото на психоанализата на Зигмунд Фройд и Йозеф Бройер.
През 30-те години на XX век отношение по въпросите на хипнозата взема и българският психиатър Никола Кръстников, който създава собствен отреагиращ психотерапевтичен метод – репродукционния метод, при който преднамерено се избягват активната сугестия (внушение) и хипнозата и се търси отреагиране на психотравмените преживявания в ясно съзнание. Неговата ученичка Е. Шеханова прилага тази методика и става неин ревностен популяризатор. Приблизително по същото време с въпросите на хипнозата се занимава и Кирил Чолаков, който създава друга отреагираща психотерапевтична методика – декапсулационната, при която се търси отреагиране в хипноза на психотравмените преживявания и се прилага благоприятна хипносугестия (внушение в хипноза).

## Същност
Според българския психотерапевт и педагог проф. Георги Лозанов хипнозата като клинично понятие се отнася до поведенчески съноподобно състояние с изменение в съзнанието при изборно стеснена възможност за връзка с външния свят и ограничени волеви подбуди.
Най-често хипнозата се получава чрез внушение, ето защо мнозина я наричат внушен сън, но тя може да възникне и без внушение. Мнозина болни от психиатричната клиника изпадат в хипнотични състояния спонтанно. Също така, когато по време на естествен сън спящият започне да разговаря с окръжаващите го, без да се събуди, той е в състояние на хипноза. Защото хипнозата е поведенчески съноподобно състояние с рапорт (връзка с външната среда), който се използва за отправяне на внушения с лечебна цел.
Както съществува хипноза без внушение, така съществува и внушение без хипноза (напр. т.нар. плацебо).
Съзнанието в хипноза може да се променя количествено в най-различна степен. Леките промени са само субективно доловими (чувство на умора, тежест в крайниците, сънливост) – това състояние се нарича „сомнолентност“ (сомноленция).
В по-нататъшния ход на хипнозата връзката с околната среда се стеснява все повече, докато се прекъснат всички сензорни връзки освен онази с водещия хипнозата, която образува рапорта. Сънливостта тогава е по-силно изразена, неизхождащите от хипнотизатора раздрази се долавят смътно. Все пак при събуждане лекуваният има спомен за преживяното в сеанса. Тази степен на промяна в съзнанието се нарича „хипотаксия“.
В следващата по-дълбочина степен, наричана „сомнамбулизъм“, събитията от сеанса се покриват с амнезия.
Оставени сами на себе си, хипнотизираните или спонтанно се събуждат, или прекъсват рапорта и преминават в обикновен сън. Тези спонтанни явления може да възникнат и като израз на съпротива срещу внушения, които не са съобразени с мирогледа и нравствените изисквания на лекувания. Това, което е против интереса или основните му становища, въпреки видимо подчинената воля се отхвърля.
Проф. Лозанов дефинира четири типа комуникация между хората от гледна точка на свободата и развитието на личността:
1. свободна комуникация – без да могат да се избегнат множеството нормални влияния, които постоянно изпитваме (съзнателно или несъзнателно);
2. насочена неманипулативна комуникация – при свободна организация на множество нормално въздействащи фактори като: престиж, емоционален фон, изкуство (музика, актьорство, литература) и др., със запазване свободата на личността да избира. Тя се използва в сугестопедията;
3. клинична сугестия (внушение в будно състояние) – частично манипулативна комуникация, с елементи на сугестивна дисоциация (раздвояване) на личността;
4. хипноза – манипулативна комуникация при почти пълна загуба на себеконтрол с дълбока и най-често трайна промяна на личността.

Според Лозанов клиничната сугестия и хипнозата следва да се прилагат само в клиниката при болни със строго определена клинична индикация.

## Методи и механизми
Съществуват редица методи за хипнотизиране:
- направлявана релаксация – авторитарно лице, което с твърд, а понякога и с мек, но категоричен глас внушава съноподобно състояние, което започва от усещане за топлина и релаксация в цялото тяло, която трябва да откъсне лицето от всякакво усещане за околния свят
- направлявани образи
- направлявани дихателни упражнения
- объркващи внушения – внушават се противоречащи си едно на друго състояния
- съноподобно дишане – хипнотизаторът диша като при заспиване, хипнотизирваният съзнателно или несъзнателно имитира
- миръринг – търси се емоционален синхрон, като несъзнавано от хипнотизирвания се имитират огледално всички негови действия
- къндишънинг – използват се несъзнавани асоциации с части от по-рано използван комплекс от хипнотизирващи дразнители
- директна брутална сугестия (внушение) за хипнотичен сън – неочаквано се подава хипнотизирваща заповед
- монотонни ритмични дразнения – използва се съноподобното състояние вследствие на тази монотония за допълнителни хипнотични внушения
- фиксация на вниманието върху предмет, усешание или идея – използва се отклоненото внимание за хипнотични внушения
- различни форми на ръководени и диктувани медитации – учител гуру в момент на медитация ръководи пряко целия психически процес с внушения какво се случва или чувства, като много често използва монотонна музика и говори с тайнствен глас
- наркохипноза – използват се медикаменти за постигане на съноподобно състояние, на фона на което се подават хипнотизирващи внушения и др.

Общите механизми на всички тези и десетки други варианти на методи за хипнотизиране са:
1. Престижен на ръба на авторитарността хипнотизатор, който умее да модулира гласа си и поведението си.
2. Намален себеконтрол поради пълно доверие, най-често съгласие, умора, релаксация, отклоняване или отслабване на вниманието, моноидеизъм, ейдетизъм и други подобни състояния.

Според проф. Лозанов всички методи, използващи механизмите на „ръководеното“ или „диктувано“ състояние на ума, в действителност работят с хипноза или поне въвеждане в хипноза. В най-добрия случай те работят с клинична сугестия (внушение в будно състояние).

## Приложение
По време на хипноза могат целенасочено чрез внушение да се изменят:
1. Функции на вегетативната нервна система – пулс, кръвно налягане, моторика на стомаха и червата и др.
2. Различни физиологични процеси:
- биохимични – ниво на кръвна захар, кръвен серум
- ендокринни – ниво на хормоните в кръвта
- трофични (обменни) – промени в захарния, водния и газовия обмен
- изменение на кожното съпротивление, секрецията на стомашен сок, жлъчната секреция, бъбречните функции, слуховия праг, усещането за болка (анестезия) и др.

3. Различни звена в психическата активност на личността, които да доведат до: 

а) хипнотична хипермнезия (свръхприпомняне) – хипнотично припомняне на забравени събития и детайли (списъка с трите имена на всички съученици от първи клас; броя на стъпалата, които всеки ден изкачваме; броя на куките на закачалката; броя на копчетата на околните и т.н.). Тя се наблюдава най-често в клиничната практика като водещ симптом на отреагиращите психолечебни методи (напр. при „кортикодинамичната декапсулация“ на Кирил Чолаков, 1933 г.; отреагирането в хипноза на Йозеф Бройер, 1893 г. и др.), като разкрива редица психотравмени обстоятелства в основата на неврозите. 

б) халюцинации – биват отрицателни, когато хипнотизираният не възприема реални дразнители в резултат на отправени внушения (примерно не вижда изхода на стаята), и положителни, когато хипнотизираният възприема нереални дразнители в резултат на отправени внушения (примерно вижда заключена врата на стената и се опитва да я отвори) 

в) постхипнотично (следхипнозно) внушение – внушение, което да се реализира от хипнотизирания след извеждането му от хипноза. Примерно да се издекламира дадено стихотворение два часа след извеждането от хипноза. Това действие се извършва автоматично, хипнотизираният си спомня, че го е извършил, без да може да разбере защо е трябвало да го извърши. Следхипнозното внушение се използва за лечебни цели 

г) регресия на личността – връщане към минали възрастови и функционални състояния, при което много ярко се проявява т.нар. екмнезия (миналото се преживява като настояще, което се среща и при психогенни и органични заболявания). Тя бива: 

- възрастова регресия – след внушени в хипноза детски възрасти хипнотизирани хора са възстановили детския си почерк и начин на рисуване, отдавна отминали събития, дори забравен в детството език. Проф. Лозанов е постигнал възрастова регресия до 2-дневна възраст на пет болни, изразяваща се в неасоциирани движения на очните ябълки и рефлекси на сукане, характерни за новородените. Според него тези феномени не могат да се изиграят или симулират и достига до извода, че най-вероятно механизмите на хипермнезията (свръхприпомнянето) се разширяват непосредствено и върху двигателните функции, и върху по-широки нервни структури. Някои изследователи съобщават и за спонтанно явяващи се патологични състояния при внушаване на такава възраст, при която действително са съществували. Други установили при болна жена от късогледство, започнало от 12-годишната ѝ възраст, че внушеното връщане към минали възрасти подобрява зрението аналогично на действително преживяната възраст (зрението било изследвано от офталмолог)
- регресия към минали животи – своеобразно продължение на възрастовата регресия, насочено към възстановяване на спомени от предходни животи. Това направление придоби популярност с трудовете на американските хипнотерапевти: д-р Брайън Уейс, д-р Майкъл Нютън и д-р Брус Голдбърг. В книгата си „Пътят на душите“ д-р Нютън разказва за своя първи случай на осъществена хипнотична регресия към предходен живот. Касае се за пациент, който по рождение е страдал от хронична болка в дясната половина на тялото. След възстановени спомени от негов минал живот като войник от Първата световна война, който е бил убит от байонет във Франция, болката е била елиминирана изцяло. Описани са и други 29 случая, с чиято помощ д-р Нютън очертава една цялостна картина на духовния свят, в който душите се завръщат след физическата смърт и се подготвят за следващото си превъплъщение. Въпреки това в края на своята книга той пише: „Всички разкази за живот след смъртта, събрани в папките ми със случаи, не съдържат научна обосновка, доказваща изявленията на тези пациенти“.

По време на хипноза могат целенасочено чрез внушение да се предизвикат и различни реакции: 

а) кръвотечение от кожата и носа; кръвонасядане; остър оток; температурни колебания и пигментации; психогенни екземи, гангрени, разстройства на пигментацията, витилиго, лишеи, хеморагии и мускулни атрофии; 

б) реакции, които бележитият руски физиолог И. П. Павлов обяснява с наличието на парадоксална фаза:
- при поставяне на парче лед върху кожата, придружено с внушение, че то е топло, дихателната крива не показва обикновената бурна реакция, а остава спокойна както при усещане за топло
- дава се картоф, за който се внушава, че е ябълка, и той се изяжда с удоволствие
- на работник, който за 1 минута повдига 20 кг тежест, се внушава, че цялата тежест е 4 кг. Установява се, че загубата на енергия и дихателната вентилация, както и преустройството на целия организъм съответстват на внушената тежест, а не на реалната.[7]

Чрез хипноза или клинична сугестия (внушение в будно състояние) могат да се лекуват заболявания от кръга на неврозите и психосоматичните болести, както и да се осъществи обезболяване при операции и при раждане. Хипнозата може да повлияе благоприятно и някои соматични заболявания, не само в тяхната психологична симптоматика. Според Лозанов т.нар. „хипнотични чудеса“ имат сугестивна основа и лекарите са тези, които трябва да решат дали да се използва хипноза, като имат предвид нейните странични ефекти.

## Рискове
Според проф. Лозанов хипнозата следва да се прилага само в клиниката при болни със строго определена клинична индикация, тъй като при използването ѝ съществуват опасности. Той пише за случай на хистерична слепота, продължила 14 години, която настъпила след хипнотичен сеанс, проведен от роднина лаик. Случаят е съобщен от създателя на автогенния тренинг Йоханес Шулц в книгата „Техника на хипнозата“.
Лозанов цитира и книгата му „Увреждания на здравето чрез хипноза. Резултати от колективни изследвания“, в която са събрани публикации на повече от 50 автори, съобщаващи за вредни въздействия върху здравето от прилагането на хипноза, както и за злоупотреба с това състояние. Шулц е извършил и собствени проучвания в 11 университетски клиники, както и в редица други болници и получава данни за над 100 увреждания на здравето след хипноза в рамките само на няколко години.
Хипнотизираните веднъж показват увеличена готовност за нови хипнози не само по отношение на първия хипнотизатор, но и към всеки друг, който напомня на него. Известно е, че многократно хипнотизирваните се подават на диктуващи внушения отново и отново, много често без да съзнават това. Също така хипнотичното влияние върху личността може да бъде много продължително, в своята практика проф. Лозанов съобщава за три случая, при които постхипнотичните (следхипнозни) внушения са се запазили повече от 10 години. Проведените от него изследвания потвърждават, че в хипноза не само не се развиват нови креативни възможности, но съществуващите се ограничават, тъй като системно хипнотизирваните вече очакват всички нови решения да се вземат от хипнотизатора. Ето защо той ограничава значително хипнотерапията в психиатричната клиника и започва лечебна работа главно с клиничната сугестия (внушение в будно състояние), която може да се прилага в клиниката с по-голяма свобода.

## Нормативна уредба
В България правните въпроси, свързани с хипнозата, са уредени в „Инструкция № 5 за прилагане на методи за диагностика и лечение, които водят до временна промяна на съзнанието“, издадена от Министерството на народното здраве, изменена и допълнена от Министерството на здравеопазването (Обн. ДВ, бр. 19 от 7 март 1975 г., изм. ДВ, бр. 35 от 6 май 1975 г., изм. ДВ, бр. 44 от 29 април 2002 г.). 

Извадки от Инструкция № 5, касаещи прилагането на хипноза: 

Чл. 1. Методите за диагностика и лечение, които водят до временна промяна на съзнанието, са: биологични шокови методи с използване на електрошок, инсулин, кардиазол и други медикаменти; хипнози; упоявания (наркози). Тези методи се прилагат само с диагностична или лечебна цел. 

Чл. 2. (1) Прилагането на посочените в чл. 1 методи става само след предварителното съгласие на болния или съгласието на законния представител или попечител, когато болният е недееспособен. 

(2) (Изм. – ДВ, бр. 44 от 2002 г.) При невъзможност да се получи съгласието на болния или законния му представител при болестни състояния, които застрашават живота и здравето на болния или околните и налагат спешно прилагане на посочените в чл. 1 методи, е необходимо разрешение на управителя, съответно изпълнителния директор на лечебното заведение. 

… 

Чл. 4. (Изм. – ДВ, бр. 44 от 2002 г.) (1) Хипнозата се прилага само в лечебни заведения и се извършва от правоспособни психотерапевти. 

(2) Не се допуска прилагане на хипноза в присъствие на лица, които не са в терапевтичния екип. 

… 

Чл. 6. След завършване на всяка процедура при прилагане на диагностичен или лечебен метод, който води до временна промяна на съзнанието, лицето, което извършва процедурата, е длъжно да осигури необходимите наблюдения и мерки за сигурност на болния до пълното възстановяване на съзнанието му.